# Nemotelus cochraneae
Nemotelus cochraneae är en tvåvingeart som beskrevs av Mason 1997. Nemotelus cochraneae ingår i släktet Nemotelus och familjen vapenflugor. Inga underarter finns listade i Catalogue of Life.